# Gomphomastax gigantea
Gomphomastax gigantea är en insektsart som beskrevs av Leo L. Mishchenko 1937. Gomphomastax gigantea ingår i släktet Gomphomastax och familjen Eumastacidae. Inga underarter finns listade i Catalogue of Life.